# Chevron (entreprise)
Pour les articles homonymes, voir Chevron.
Chevron Corporation est la deuxième compagnie pétrolière des États-Unis derrière ExxonMobil, et une des plus grandes au niveau mondial avec BP, Shell, Total, Sinopec et PetroChina. Basée en Californie, elle est présente dans plus de 180 pays et œuvre dans chaque aspect de l'industrie du pétrole et du gaz : exploration et  production ; raffinage, vente et transport ; fabrication et ventes de produits chimiques ainsi que la production d'électricité.
Cotée au New York Stock Exchange, elle fait partie de l'indice Dow Jones depuis le 19 février 2008. En 2010, elle affichait un chiffre d'affaires de 196,337 milliards de dollars US, la classant au 10e rang des plus grandes entreprises mondiales classées en fonction de leur chiffre d'affaires. Une étude publiée en 2019 par des chercheurs de l'institut américain Climate Accountability Institute — qui fait autorité mondialement quant au rôle des grands producteurs d'hydrocarbures dans le réchauffement climatique, selon The Guardian — indique que Chevron est la deuxième entreprise mondiale la plus émettrice de gaz à effet de serre depuis 1965, avec 43,35 milliards de tonnes d'équivalent CO2.
Chevron a fait l'objet de nombreuses controverses découlant de ses activités, la plus notable étant liée à ses activités et aux responsabilités héritées de son acquisition de Texaco dans le champ pétrolifère de Lago Agrio, qui comprennent des allégations selon lesquelles Chevron et Texaco auraient collectivement déversé 18 milliards de tonnes de déchets toxiques et déversé 17 millions de gallons de pétrole. Les activités de Chevron et Texaco ont fait l'objet d'un procès que Chevron a perdu face à des résidents équatoriens, défendu devant le tribunal équatorien par Steven Donziger. En raison des accusations de corruption de Donziger par le tribunal équatorien, Chevron a été accusée par les écologistes et les groupes de défense des droits de l'homme de contraindre le gouvernement américain à refuser à Donziger une procédure légale régulière,.

## Histoire
Son origine remonte à la découverte de pétrole dans le Canyon Pico, au Nord de Los Angeles, qui permit alors la formation, en 1879, de la Pacific Coast Oil Company, l’ancêtre de Chevron Corporation. La compagnie est créée en 1901, à Beaumont au Texas sous le nom de Texas Fuel Company, par Joseph S. Cullinan et Arnold Schlaet, à la suite de la découverte de pétrole à Spindletop. En 1905, Texaco s'établit à Anvers (Belgique) sous le nom de Continental Petroleum Company. Texaco acquiert le contrôle de Central Petroleum Company dès 1913 et s'installe un an après dans de nouveaux bureaux à Houston au coin de San Jacinto et Rusk.
Présente dans 48 États (50 après que l'Alaska et Hawaï rejoignirent l'Union en 1959), Texaco devient alors, en 1928, la 1re compagnie de vente de carburants aux États-Unis.

### Histoire récente
En 2001, la société Chevron fusionne avec Texaco pour former ChevronTexaco. Le 9 mai 2005, ChevronTexaco a annoncé qu'il abandonnait le terme de Texaco pour redevenir Chevron Corporation. Texaco reste depuis une marque de la société.
En 2008, Chevron a dégagé un bénéfice de 23,9 milliards USD.
En 2013, Chevron signe un contrat de 50 ans sur le gaz de schiste en Ukraine pour un montant de 10 milliards de dollars.
En mars 2015, Chevron annonce la vente de sa participation de 50 % dans Caltex Australia pour 4,6 milliards de dollars australiens. En octobre 2015, Chevron annonce la suppression de 6 000 à 7 000 postes à la suite des difficultés liées au faible prix du pétrole.
En mars 2017, Chevron annonce la vente d'une participation de 75 % dans ses activités en Afrique du Sud à Sinopec pour 900 millions de dollars. En avril 2017, Chevron annonce la vente de ses activités au Canada, notamment des activités de raffinage et de distribution en station service, pour 1,09 milliard de dollars à Parkland Fuel.
En avril 2019, Chevron annonce l'acquisition de la compagnie pétrolière américaine Anadarko pour 33 milliards de dollars. Le même mois, Occidental Petroleum renchérit sur Anadarko avec une offre de 38 milliards de dollars.
Chevron dépense chaque année en moyenne 29 millions de dollars en lobbying pour bloquer les mesures de lutte contre le réchauffement climatique.
En décembre 2019, Chevron annonce l'acquisition des activités de distribution australienne de Puma Energy pour 238 millions de dollars.
En juillet 2020, Chevron annonce l'acquisition de Noble Energy pour 5 milliards de dollars notamment en actions. En février 2021, Chevron annonce l'acquisition pour 1,13 milliard de dollars des participations qu'il ne détenait pas dans Noble Midstream. Chevron détenait 63 % de ce dernier depuis l'acquisition de Noble Energy. En mars 2021, Chevron annonce l'acquisition Noble Midstream, une entreprise américaine gérant des pipelines, pour 1,32 milliard de dollars.
En février 2022, Chevron annonce l'acquisition de Renewable Energy Group, entreprise spécialisée dans les agrocarburants, pour 3,25 milliards de dollars. 
En octobre 2023, le groupe Chevron annonce l'acquisition pour 53 milliards de dollars d'Hess Corporation, lui permettant d'avoir notamment une participation dans une importante filiale au Guyana,.
En octobre 2024, Chevron annonce la vente de ses activités en Alberta présente dans les sables bitumineux de l'Athabasca et les sables bitumineux de Duvernay à Canadian Natural Resources pour 6,5 milliards de dollars.
En février 2025, Chevron annonce le licenciement de 20 % de ses effectifs d'ici la fin d'année 2026. Le groupe espère ainsi réduire sa masse salariale de 2 à 3 milliards de dollars. Le 26 février, Chevron se voit retirer sa licence par Donald Trump, l'obligeant à cesser ses activités au Venezuela.

## Activité
Chevron Corporation emploie approximativement 62 000 personnes dans le monde et avait approximativement 12 milliards de barils de réserves prouvées au 31 décembre 2003. La production quotidienne en 2003 était de 2,5 millions de barils par jour. La compagnie a un réseau mondial de vente dans 84 pays avec approximativement 24 000 stations services, y compris celles des  filiales. Chevron possède aussi des intérêts dans treize producteurs d’électricité aux États-Unis, en Asie, et en Europe.

## Les marques

### Carburants
- Chevron
- Texaco
- Gulf Oil
- Caltex (marque commune de California Oil et Texaco)

### Lubrifiants
- Havoline (en)
- DEX
- DELO
- URSA
- Chevron Oils

### Additifs de carburant
- Techron - Chevron
- Clean System 3 - Texaco
- Chevron Oronite

## Actionnaires
Au 29/09/2019.
| Nom                               | %      |
| The Vanguard Group                | 8,16 % |
| Capital Research & Management     | 6,88 % |
| SSgA Funds Managemen              | 6,02 % |
| BlackRock Fund Advisors           | 2,50 % |
| Wellington Management             | 2,15 % |
| Capital Research & Management     | 1,49 % |
| Northern Trust Investments        | 1,48 % |
| Geode Capital Management          | 1,38 % |
| JPMorgan Investment Management    | 1,11 % |
| Norges Bank Investment Management | 1,03 % |

## Controverses et affaires judiciaires

### Responsabilité climatique
En 2017, l'entreprise Chevron est identifiée par l'ONG Carbon Disclosure Project comme la dixième entreprise privée émettant le plus de gaz à effets de serre dans le monde.

### Affaire du delta du Niger
Fin octobre 2008, un tribunal de San Francisco s'est saisi d'une plainte déposée contre Chevron : l'entreprise est accusée par des plaignants nigérians de recruter et de transporter des militaires impliqués dans les meurtres de manifestants pacifistes. Ces derniers occupaient une plate-forme pétrolière de Chevron (située dans le delta du Niger, au Nigeria) pour protester contre les dégradations environnementales provoquées par l'activité pétrolière dans la région, et pour dénoncer le manque de retombées économiques de cette activité au niveau local.

### Affaire Chevron Texaco vs Équateur
De 1964 à 1990, Texaco, filiale de Chevron, a directement ou indirectement contribué à une déforestation illégale et fragmentation écologique, et a délibérément déversé des millions de tonnes de déchets toxiques liés aux forages et à l’exploitation pétrolière en Amazonie équatorienne, en pleine jungle ou dans les fleuves ou marais, sur plusieurs centaines de sites, dont le parc national Yasuni (point chaud de biodiversité) et une réserve ethnique qui protège théoriquement le peuple premier des Huaoranis. Texaco s’est retiré des sites exploités sans dépolluer.
Quelque 30 000 Équatoriens (dont des leaders autochtones chasseurs-cueilleurs, représentants des milliers de personnes vivant dans la jungle, dont les ressources en eau ont été polluées) poursuivent la multinationale pour avoir contaminé le sol et les cours d’eau. En 28 ans de présence, Texaco a contaminé une vaste zone du territoire national, rejetant des déchets toxiques dans les estuaires et les fleuves utilisés comme source d’eau potable, d’irrigation, de pêche et chasse. La pollution très importante des eaux et des sols a des conséquences catastrophiques pour la santé des populations de la zone, où les taux enregistrés de cancers, leucémies, problèmes digestifs et respiratoires sont sensiblement supérieurs à ceux du reste du pays. De nombreuses personnes ont dû abandonner leurs terres.
S'ensuit un véritable et complexe marathon judiciaire dont les étapes sont les suivantes : 
- 1993 : la première plainte est présentée par les communautés affectées devant la Cour fédérale de New York.
- 2002 : la Cour d’appel de New York renvoie l’affaire devant les tribunaux équatoriens. Le procès de Chevron Texaco est un cas sans précédent : c’est la première fois qu’une transnationale pétrolière doit comparaître devant la justice d’un pays de « Tiers monde » à la suite d'une plainte groupée déposée par des particuliers.
- 2003 : une plainte est déposée à la Cour Supérieure de Nueva Loja.
- 2005 : Chevron multiplie des manœuvres visant à saboter l’inspection des sites contaminés.
- 2006 : le gouvernement de l’Équateur accuse Chevron Texaco de fraude dans son programme de réparation des dommages.
- 2010 : la justice équatorienne s’apprête à rendre son jugement final dans le procès opposant les populations locales et ONG au géant pétrolier.
- 2011 : un juge équatorien condamne le groupe pétrolier à verser plus de 18 milliards de dollars pour dégâts environnementaux causés par Texaco.
- Janvier 2012 : Chevron est condamnée en appel à payer 9,5 milliards de dollars pour avoir pollué la forêt amazonienne équatorienne et porté atteinte à la santé des habitants de la région de Sucumbos, dont 30 000 avaient porté plainte contre la firme. L'entreprise doit présenter publiquement ses excuses aux victimes, sans quoi l'amende sera doublée et portée à 18 milliards de dollars[34].
- 2013 : Chevron refuse de payer la condamnation de 2012 sous prétexte qu'ils ont quitté le pays.
- 2014 : Chevron poursuit les militants et victimes écuatoriennes sous prétexte qu'il y a tentative d'extorsion. Le juge Lewis Kaplan donne raison à l'entreprise. Le verdict est toutefois contesté par plusieurs, car le juge ne parlait pas espagnol. De plus, ce dernier détient des actions de Chevron à travers des fonds d'investissements.
- 21 mai 2015 : deuxième Journée internationale anti-Chevron[35],[36].
- Octobre 2015 : la cour suprême du Canada juge que le cas Chevron peut faire l'objet d'un procès au Canada.
- Juillet 2018 : la justice équatorienne tranche en faveur du collectif d'Indiens en condamnant Chevron à payer 9,5 milliards de dollars[37].
- Septembre 2018 : le tribunal international privé de la Haye, sollicité par Chevron pour faire passer la décision judiciaire équatorienne pour une campagne diffamatoire entachée de fraude et de corruption, annule le jugement et prévoit que l'Équateur paie des indemnités à la firme[38].